# Typhlops capensis
Typhlops capensis este o specie de șerpi din genul Typhlops, familia Typhlopidae, descrisă de Rendahl 1918. Conform Catalogue of Life specia Typhlops capensis nu are subspecii cunoscute.